# Kruipbraam
Kruipbraam, gele bosbraam, veenbraam of bergbraam (Rubus chamaemorus) is een soort uit het geslacht braam.

## Determinatie
De bloemen zijn tweeslachtig, wit van kleur en bloeien vanaf juni. Rijpe vruchten zijn goudgeel, zacht.
De vrucht wordt soms verward met die van prachtframboos (Rubus spectabilis).
Het aantal chromosomen betreft 2n = 56.

## Ecologie
Kruipbraam groeit vooral in vochtige, moerasachtige gebieden en is bestand tegen temperaturen tot −40 °C. 

## Verspreiding
Het verspreidingsgebied van kruipbraam strekt zich uit over het noordelijk halfrond, namelijk in de toendra, taiga en in gematigde klimaatzones. In Europa is dat vooral in Scandinavië, Groot-Brittannië, de Baltische staten en Rusland. In Noord-Amerika komt de vrucht zowel in Canada als in de Verenigde Staten voor.

## Gebruik
De vrucht is sappig en rijk aan vitamine C. Ze worden in de noordelijke landen als een delicatesse beschouwd en onder andere in jam, drank en kaas verwerkt.

## Fotogalerij

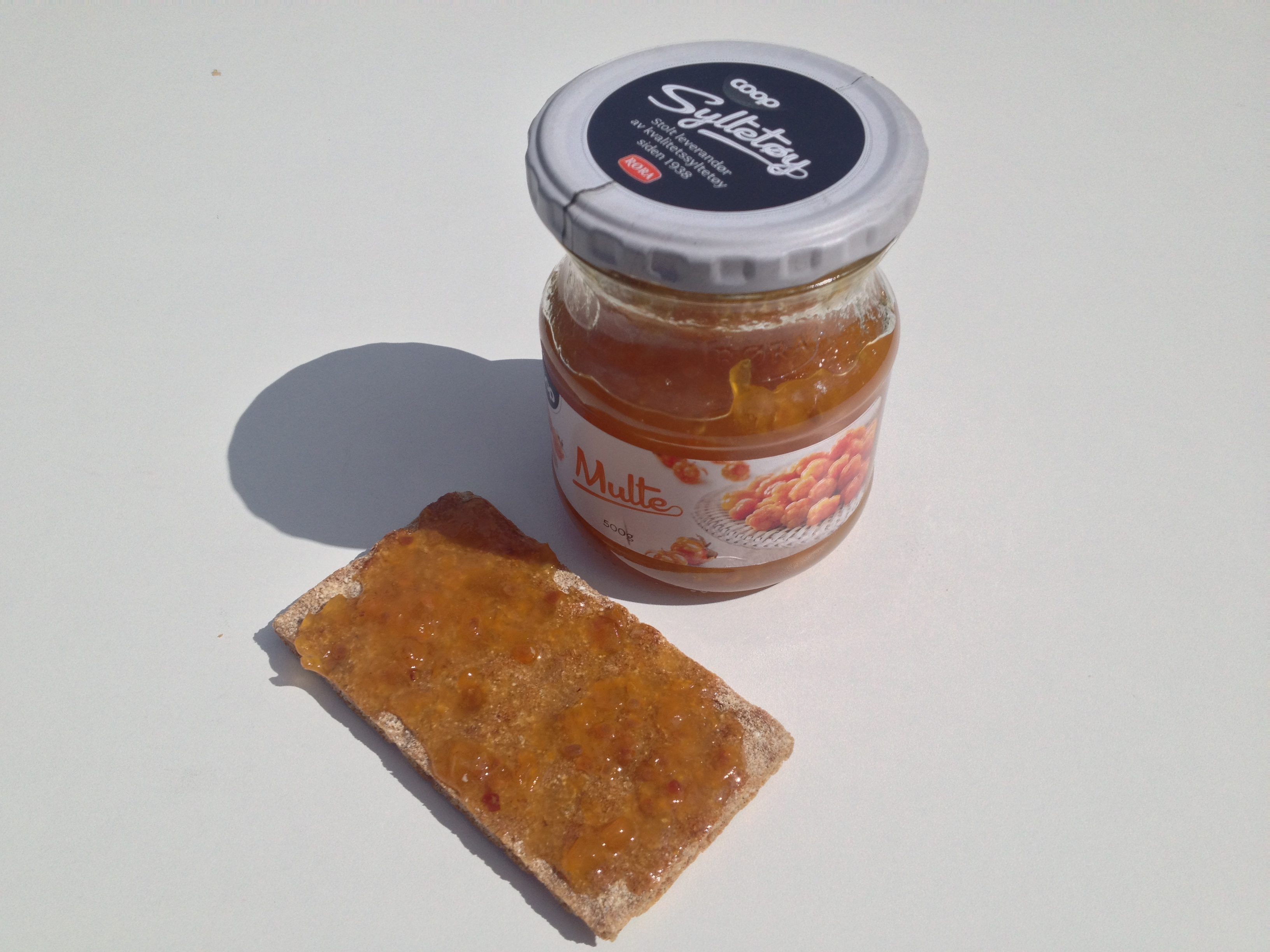
Jam van kruipbraam
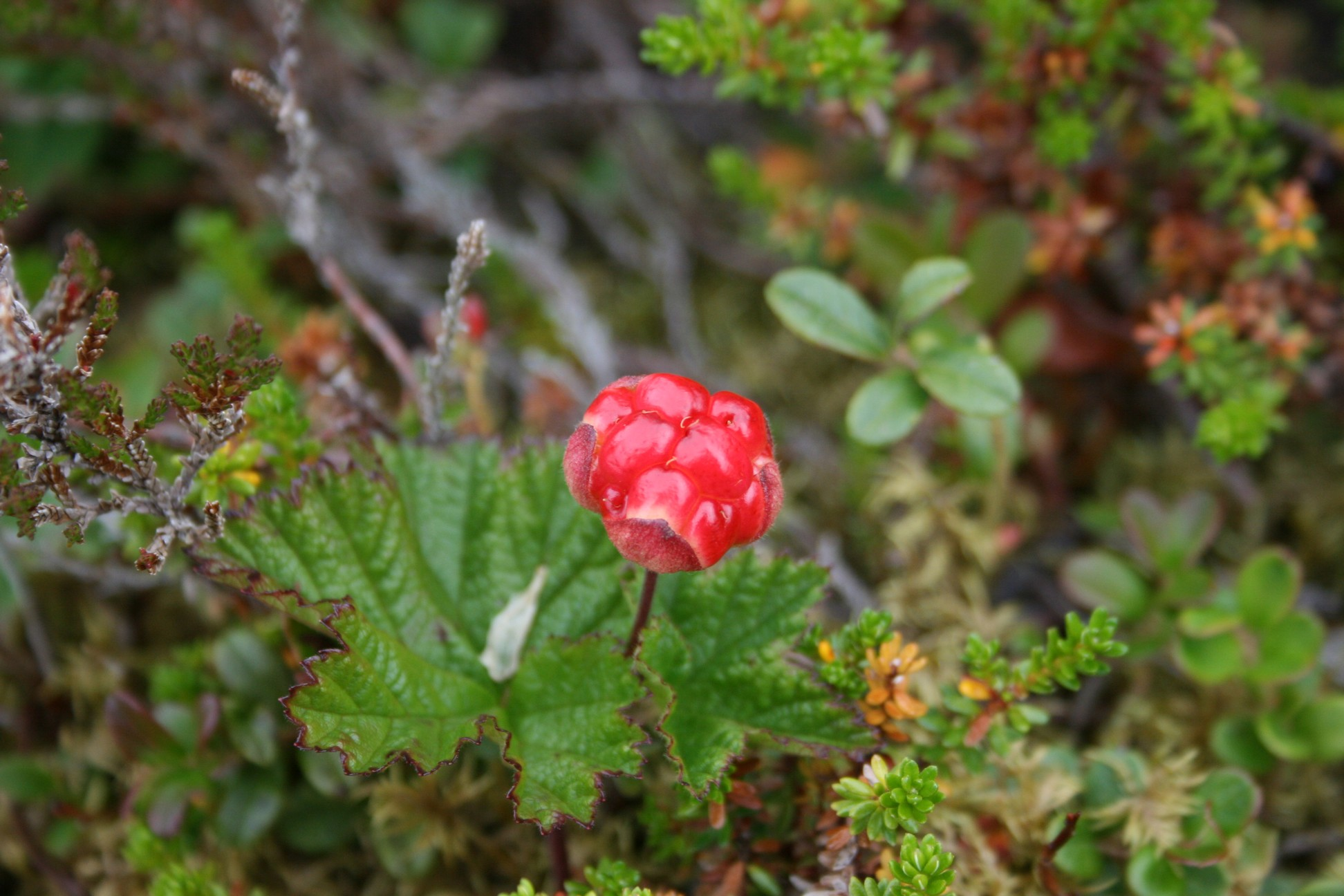
Kruipbraam in Noorwegen
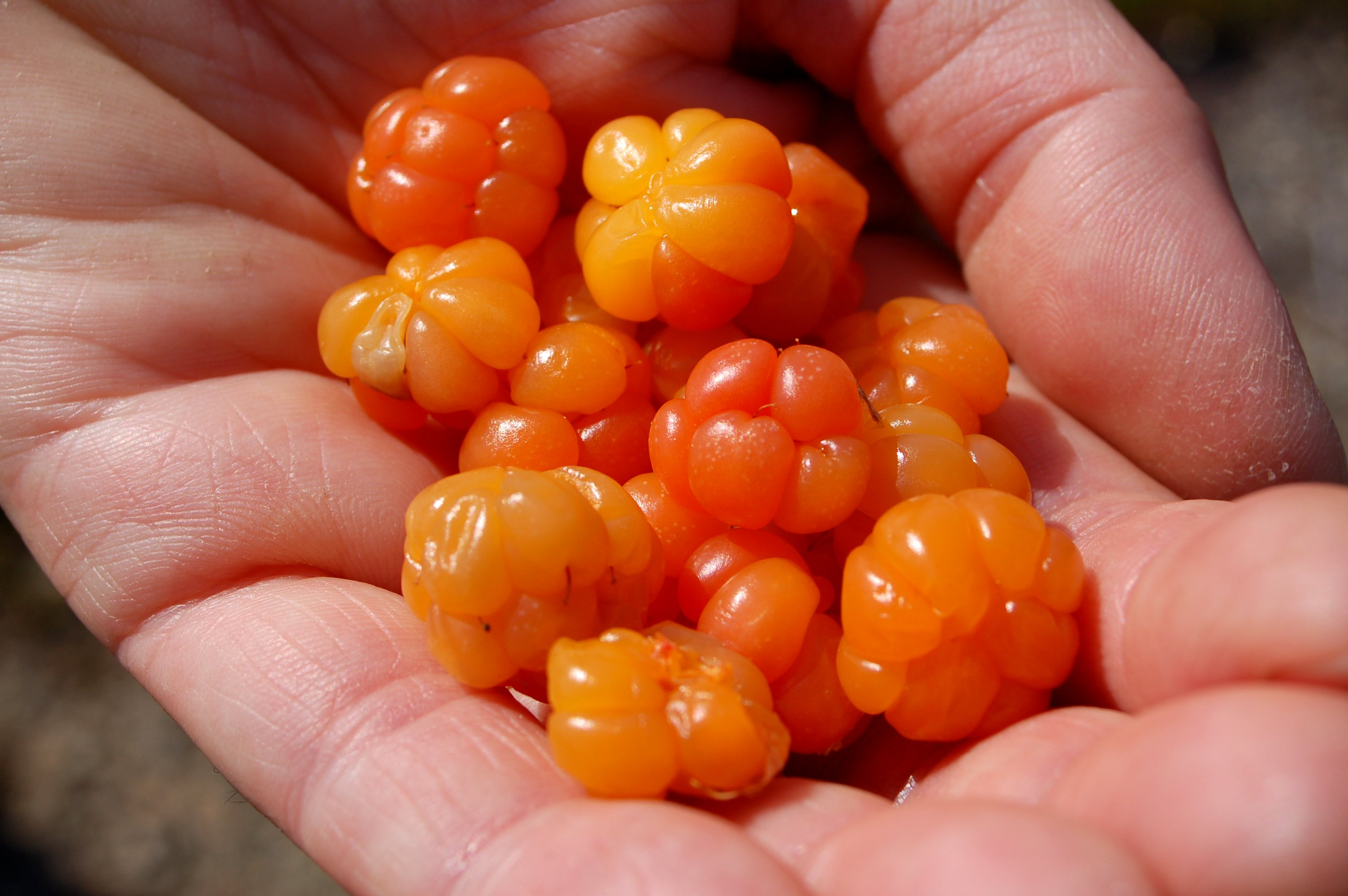
Rijpe vruchten